# Фіш (Вале)
Фіш (нім. Fiesch) — громада  в Швейцарії в кантоні Вале, округ Гомс.
Розташований поруч (вище) Фішеральп, на який можна піднятися підйомником на Еггісхорн, управляється Фішем.
На території муніципалітету Фіш розташована гора Еггісхорн (2 926 м.н.м.), з якої відкривається чудовий краєвид на об'єкт Світової спадщини ЮНЕСКО — природоохоронну територію Юнгфрау-Алеч.

## Історія
Фіш вперше згадується 1203 року як Vios. У 1438 році він згаданий як Viesch, а з 1905 року має назву Fiesch.

## Географія

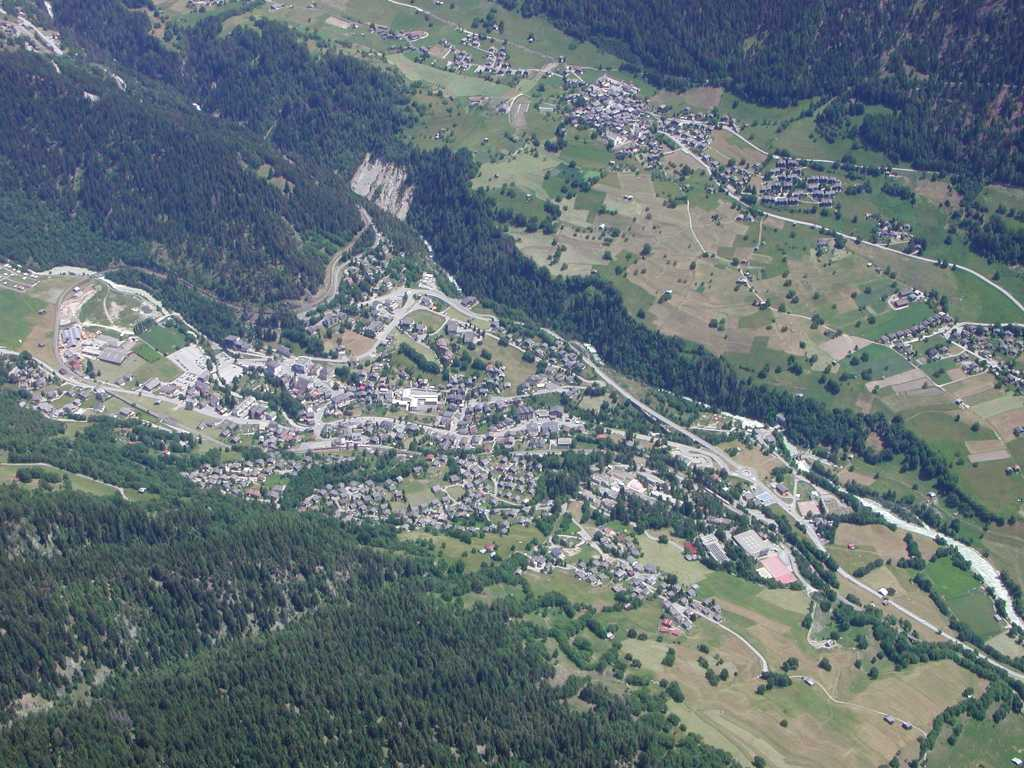
Вид на Фіш з підйомника

Громада розташована на відстані близько 85 км на південний схід від Берна, 65 км на схід від Сьйона.
Фіш має площу 11 км², з яких на 7% дозволяється будівництво (житлове та будівництво доріг), 30,2% використовуються в сільськогосподарських цілях, 40,9% зайнято лісами, 21,9% не є продуктивними (річки, льодовики або гори).
Громада розташована у невеликій долині і на схилах по обидві сторони струмка Вайсвассер.
Сусідні громади — Бельвальд, Беттен, Ернен, Фішерталь та Лакс.

## Демографія

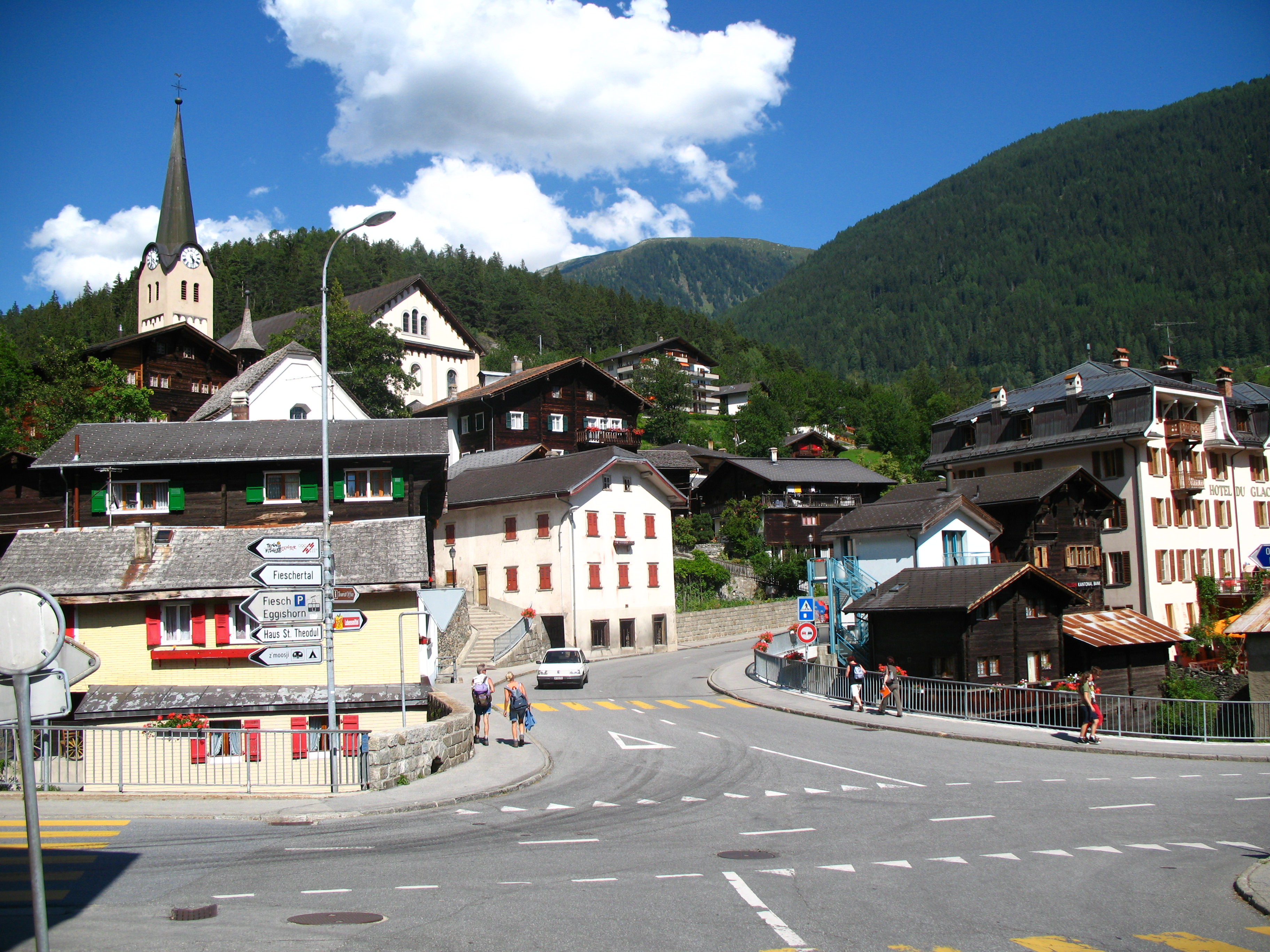
Вулиця міста

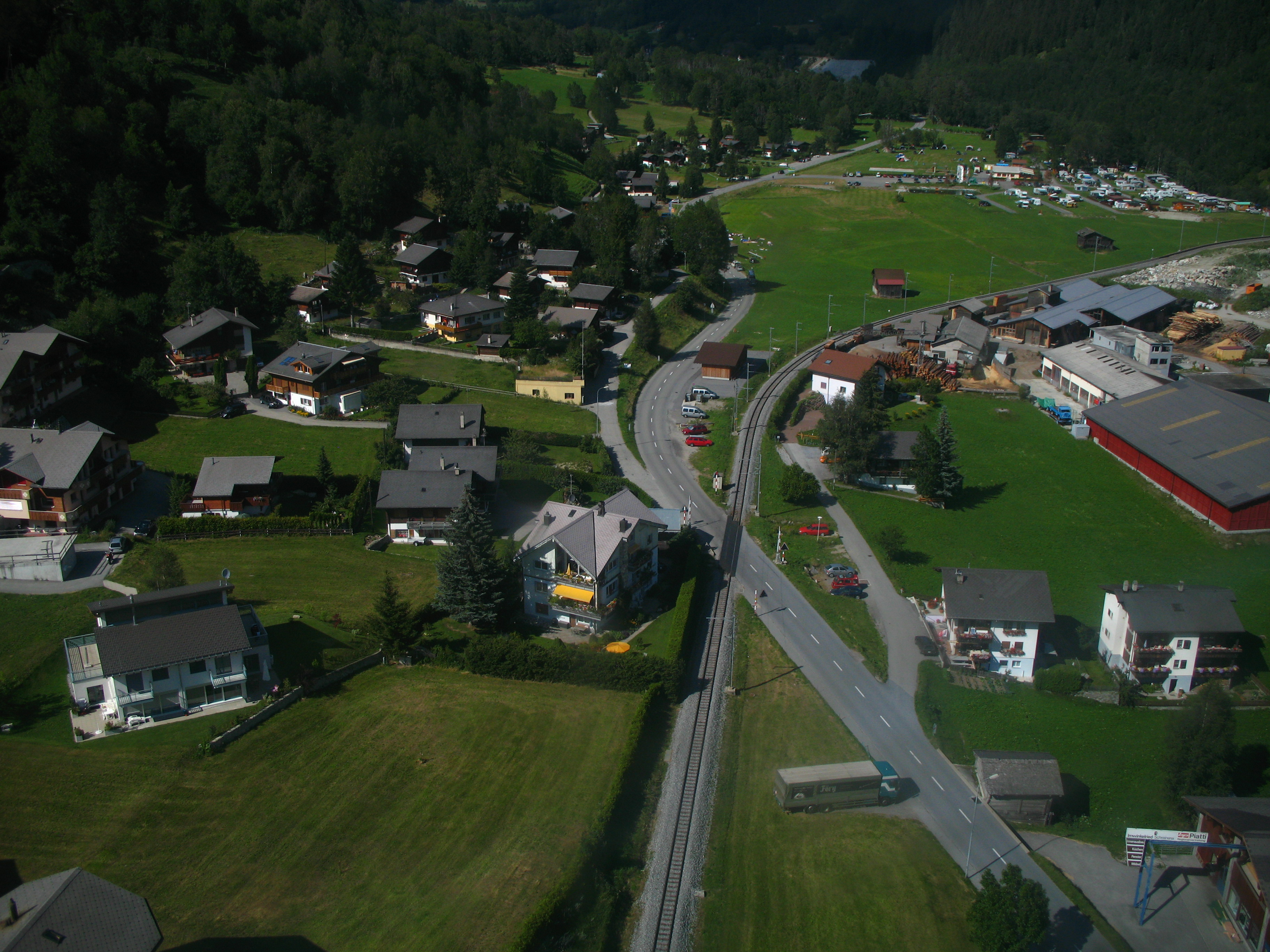
Фіш

2019 року в громаді мешкало 891 особа (-8% порівняно з 2010 роком), іноземців було 11,8%. Густота населення становила 81 осіб/км².
За віковим діапазоном населення розподілялося таким чином: 12,6% — особи молодші 20 років, 61,6% — особи у віці 20—64 років, 25,8% — особи у віці 65 років та старші. Було 435 помешкань (у середньому 2 особи в помешканні).
Із загальної кількості 797 працюючих 23 було зайнятих в первинному секторі, 132 — в обробній промисловості, 642 — в галузі послуг.
Більша частина населення (за станом на 2000 рік) говорила німецькою (872 або 87,6 %) як першою мовою, другою найбільш поширеною є сербохорватська мова (87 або 8,7 %) і третя — албанська (13 або 1,3 %).
Станом на  2008 гендерний розподіл населення становив 50,9 % чоловіків і 49,1 % жінок.
Історико населення наведено в наступній таблиці:

## Міста-побратими
Фіш — побратим міста Нойфра, Німеччина.

## Економіка
Основним джерелом доходів муніципалітету є туризм, особливо пішохідний туризм, катання на гірських велосипедах, парапланеризм, сноубординг і лижний спорт, поряд з багатьма іншими видами спорту, для яких село — це ідеальна відправна точка. Вище Фіша, у Фішеральп (раніше називалися Kühboden) розташований гірськолижний курорт і точка зльоту для дельтапланів та парапланів.
Станом на  2010 рівень безробіття у Фіші становив 2,4 %.

## Релігія

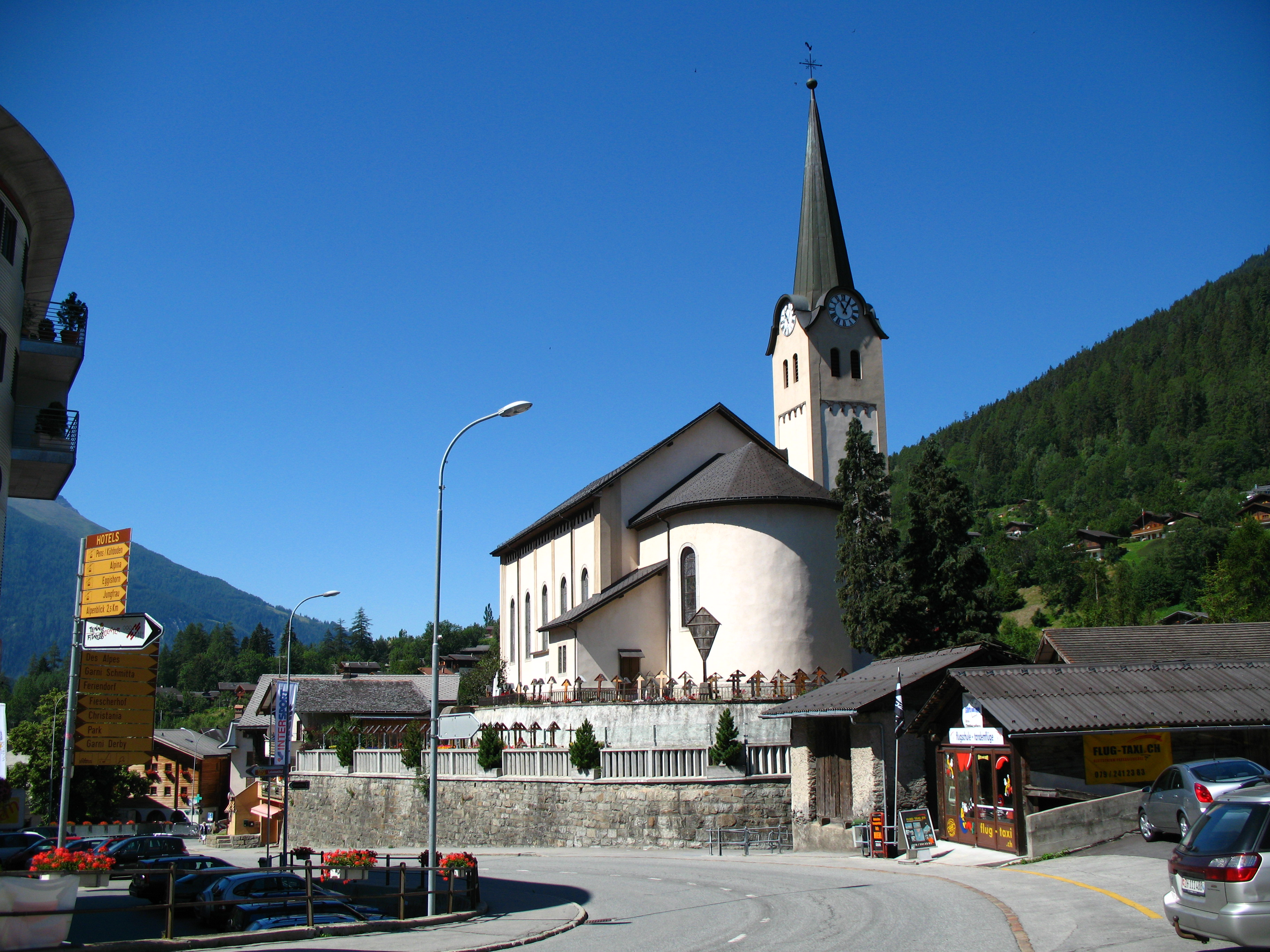
Міська церква

Станом на  2000, 804 або 80,7 % були римо-католиками, а 60 або 6,0 % належали до Швейцарської реформатської церкви. З решти було 80 православних (або близько 8,03 % населення); 14 (або близько 1.41 % населення) мусульман; 24 (або близько 2,41 % населення) не належали до якоїсь церкви, були агностиками або атеїстами і 13 осіб (або близько 1.31 % населення) не відповіли на запитання.

## Транспорт

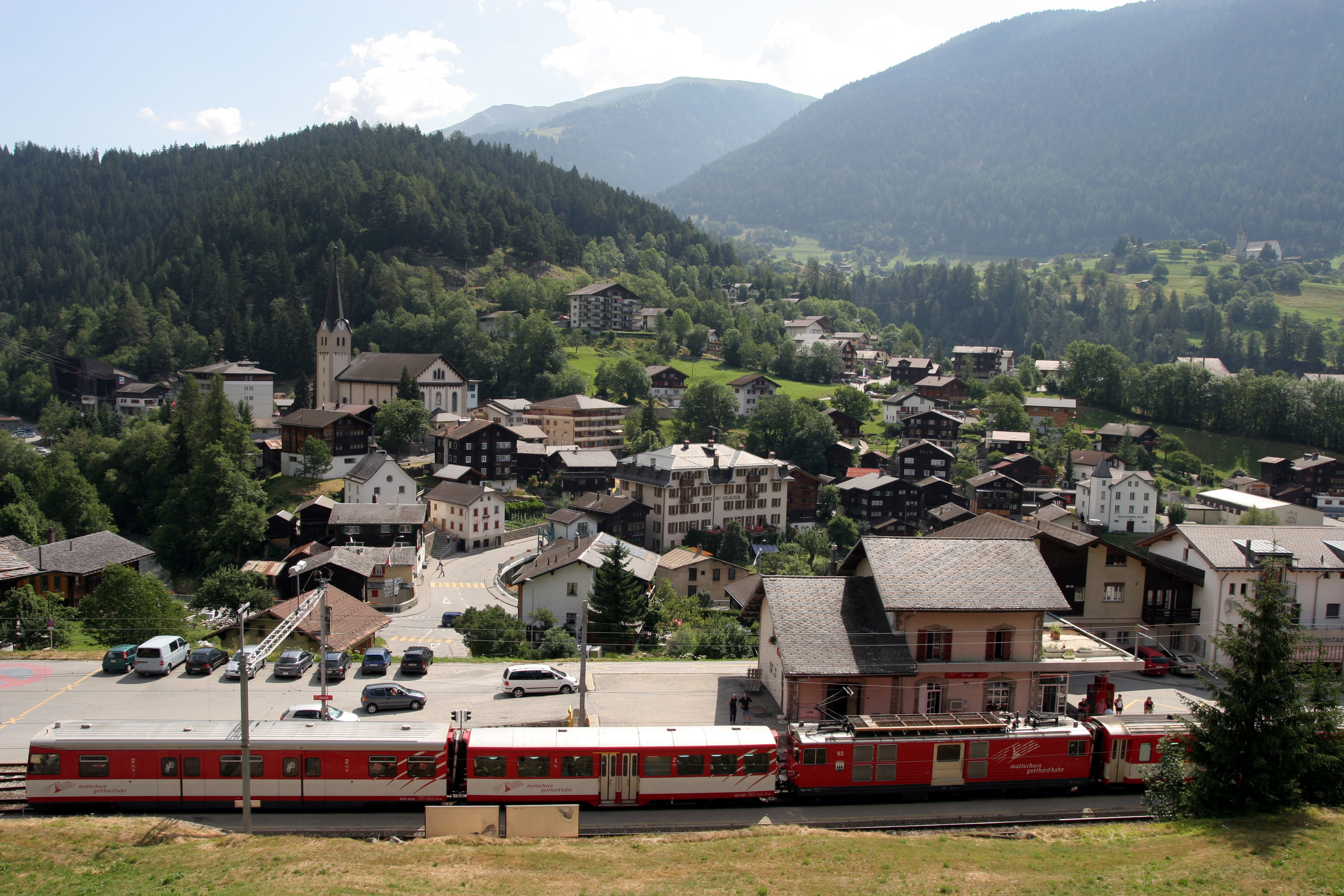
Залізничний вокзал Фіша

Фіш обслуговується наступним транспортним сполученням:
- Перевал фурка — дорога через долину Рони між Бригом і Глетчем;
- Залізничний вокзал Фіша на Матергорн-Готтард-бан (колишня Фурка-Оберальп-бан);
- Долинна станція канатної дороги Фіш-Еггісхорн;
- автобуси «Postauto», які зв'язують Фіш з муніципалітетами Фішерталь і Ернен.

## Підйомники

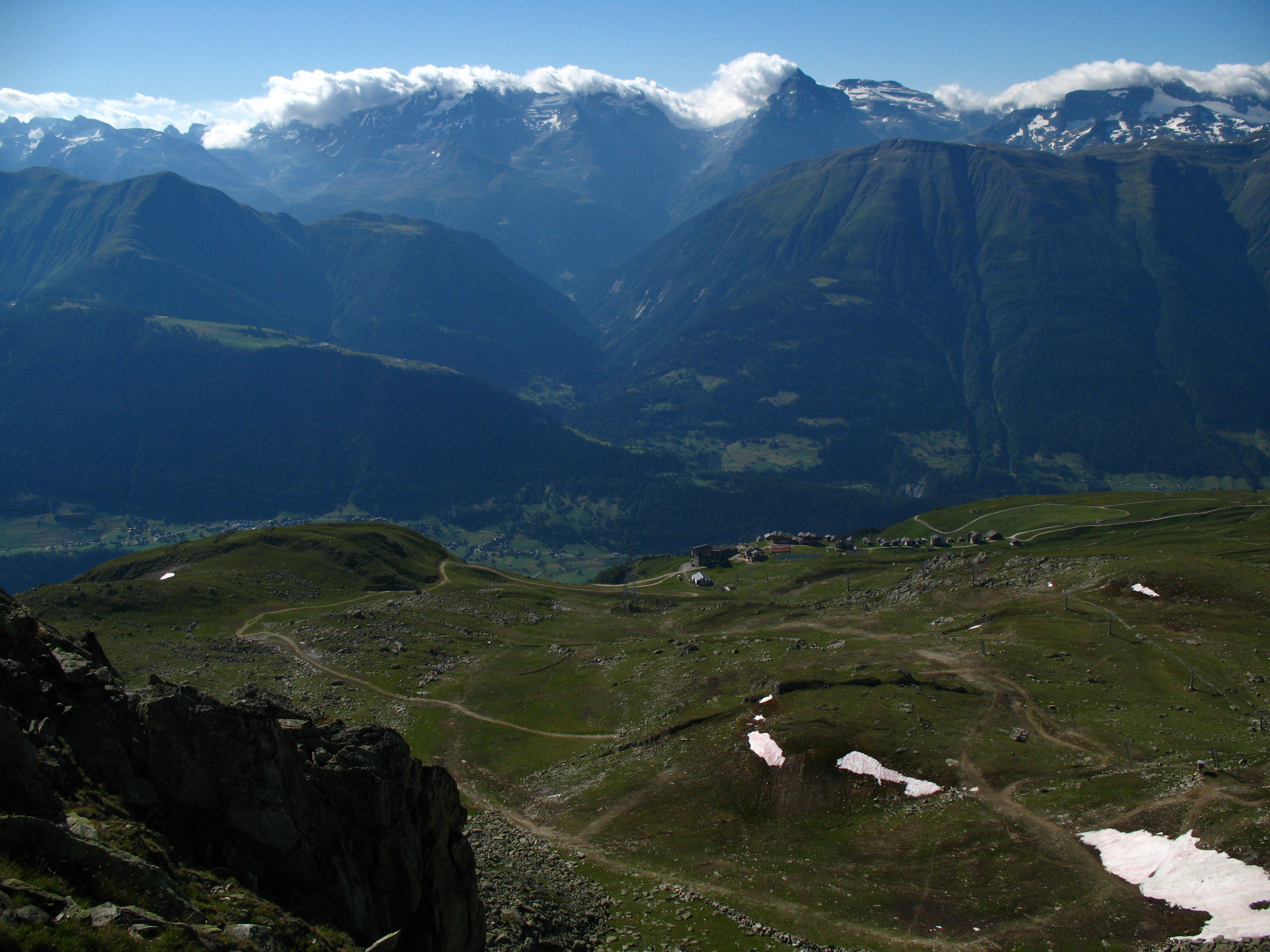
Фішеральп

Із міста ведуть дві канатні дороги до Фішеральп. 
Головні підйомники:
| Ім'я                | Тип                   | Висота (наземна станція) | Висота (гірська станція) | Довжина схилу | Ємність (чол/год) | Рік випуску |
| ------------------- | --------------------- | ------------------------ | ------------------------ | ------------- | ----------------- | ----------- |
| Фіш — Фішеральп 1+2 | канатна дорога        | 1074                     | 2227                     | 2940          | 800               | 1973        |
| Фіш — Фішеральп 3+4 | канатна дорога        | 1071                     | 2221                     | 2937          | 270               | 1966        |
| Фішеральп-Еггісхорн | канатна дорога        | 2225                     | 2879                     | 1836          | 495               | 1968        |
| Хаймат              | крісельний підйомник  | 1858                     | 2301                     | 1144          | 1400              | 2000        |
| Талегга             | крісельний підйомник  | 2208                     | 2727                     | 1782          | 2200              | 2010        |
| Флеш                | крісельний підйомник  | 2208                     | 2630                     | 1357          | 2400              | 1993        |
| Тренер 1            | поверхневий підйомник | 2206                     | 2264                     | 218           | 1200              | 1987        |
| Тренер 2            | поверхневий підйомник | 2206                     | 2264                     | 218           | 1200              | 1987        |
| Лаксеральп 1        | поверхневий підйомник | 2135                     | 2179                     | 396           | 1100              | 1981        |
| Лаксеральп 2        | поверхневий підйомник | 2179                     | 2280                     | 394           | 1214              | 1981        |